# Gustav Adolf Breymann

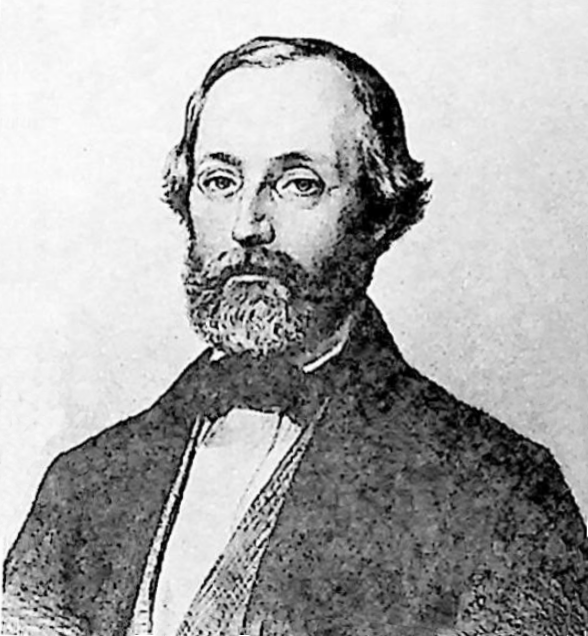
Gustav Adolf Breymann

Gustav Adolf Breymann (* 7. Juni 1807 in Blankenburg (Harz); † 17. August 1859 in Stuttgart) war ein deutscher Architekt und Hochschullehrer.

## Leben
Breymann war ab 1840 als Hilfslehrer an der Polytechnischen Schule Stuttgart angestellt und wurde im Sommer 1845 zum Professor ernannt. Er vertrat das Fachgebiet Baukonstruktionslehre, später auch die Baukunde. Nach Breymanns Tod übernahm Alexander Tritschler die Lehre der Baukonstruktion.
Seine Publikation Allgemeine Bau-Construktions-Lehre mit besonderer Beziehung auf das Hochbauwesen war ein bekanntes Standardwerk in vier Bänden und wurde von Heinrich Lang, Otto Warth, Otto Königer und Adolf Scholtz fortgeschrieben. Ein Nachdruck der Ausgabe von 1901 (nach einem Exemplar aus dem Bestand der Universitätsbibliothek Hannover) erschien 1981 (ISBN 3-88746-013-8).
Seit dem 5. Juli 1852 war Breymann außerdem der erste Kommandant der Freiwilligen Feuerwehr Stuttgart.

## Auszeichnungen
- 1854: Ehrenbürgerwürde der Stadt Stuttgart für den persönlichen Einsatz zur Gründung der Freiwilligen Feuerwehr

## Werk

### Bauten und Entwürfe

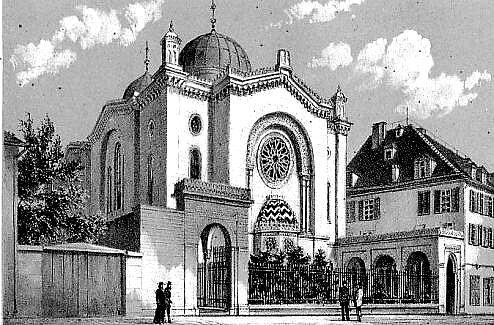
Synagoge Stuttgart, Lithografie von Robert Geissler

- 1859–1861: Alte Synagoge in Stuttgart, Hospitalstraße 36 (Grundsteinlegung am 26. Mai 1859, nach Breymanns Tod durch seinen Schüler Adolf Wolff ausgeführt)
Für den Neubau der Synagoge lagen vier Entwürfe vor, unter denen Breymanns schließlich zur Ausführung angenommen wurde.

### Schriften
- Allgemeine Bau-Construktions-Lehre mit besonderer Beziehung auf das Hochbauwesen.
  - I. Theil: Constructionen in Stein. Hoffmann´sche Verlagsbuchhandlung, Stuttgart 1849. (Digitalisat bei e-rara)
  - II. Theil: Constructionen in Holz. Hoffmann´sche Verlagsbuchhandlung, Stuttgart 1851. (Digitalisat bei e-rara)
  - III. Theil: Constructionen in Metall. Hoffmann´sche Verlagsbuchhandlung, Stuttgart 1854. (Digitalisat bei e-rara)